# Giuseppe Locarni
Giuseppe Locarni (Prarolo, 22 gennaio 1826 – Vercelli, 8 giugno 1902) è stato un architetto e politico italiano.
Lavorò come architetto in provincia di Vercelli, e fu autore di svariati progetti tra cui quello per la Sinagoga di Vercelli e la facciata della chiesa di San Marco. Si occupò del restauro di Santa Maria Maggiore. Fu sindaco di Vercelli dal 1899 al 1902.
Tra i lavori nel vercellesi si annovera la progettazione del Museo Lapidario voluto per rendere omaggio a Luigi Bruzza, illustre autore delle "Iscrizioni Antiche Vercellesi".